# TANSTAAFL
TANSTAAFL (タンスターフル) とは、「何も失わずに何かを得られることはない」という考えを伝える有名な格言を指すアクロニム。元のフレーズは "There ain't no such things as a free lunch" (無料のランチなんて在るわけない) である。これには「ain't」を「is」に変えるなど複数のバリエーションがあり、アクロニムでもTINSTAAFLやTNSTAAFLが使われる。
元のフレーズは、1930年代には既に使用されていたが、初出は不明である。この「無料のランチ」とは、かつてはアメリカの一般的な商習慣であった、飲酒する客を誘引するために提供されたフリーランチのことを指している。
日本語訳としては、同義の慣用句を用いて「ただより高いものはない」が使われることもある。
この言葉は、ロバート・A・ハインラインの1966年のSF小説『月は無慈悲な夜の女王』において、物語の中心で使われており流行のきっかけとなった。自由市場経済学者ミルトン・フリードマンも、1975年の著書のタイトルとして使用することでその認知度と利用を増やし、経済学の文献では機会費用の説明に使用された。キャンベル・マコーネルは、この考え方は「経済学の中核」であると記述した。

## 概要

### 「フリーランチ」
「フリーランチ」は、アメリカでかつて一般的だったウエスタン・サルーンの習慣である。そこでは、1杯以上の飲み物を注文した常連客に対し「無料のランチ」を提供していた。ランチで提供される多くの食べ物 (ハム・チーズ・クラッカーなど) は塩分が高いものであり、食べた人は結局多くのビールを注文することになった。ラドヤード・キップリングは、1891年にこう書き記している。
…荒れたサロンの写真であふれたバーに遭遇した。写真の中では、後ろ頭にハットをつけた男たちがカウンターにある食べ物をむさぼっていた。それは、私が心打たれた「フリーランチ」の施設だった。一杯分の飲み物代を支払えば、食べたいだけ食べられる。サンフランシスコでは、たとえ破産者であっても、1日1ルピー以下の費用で贅沢な食事ができた。このあたりで足留めを食らったら思い出すといい。—ラドヤード・キップリング、American Notes
TANSTAAFLは、また、実際には人や社会が「無料で手に入るもの」がないことへの示唆も含んでいる。無料に見えたとしても、人や社会の全体としては、それは機会費用や外部性といった形であれ、常にコストが掛かっている。例えば、ハインラインが小説のキャラクターに指摘させたように、無料のランチを提供するバーでは、飲み物の料金は高くなる可能性がある。

### 初期の使用
ロバート・カロによれば、1933年にニューヨーク市長になったフィオレロ・ラガーディアが発言した「È finita la cuccagna!」は、意味は「コケインは終わりだ」であり、意訳すれば「もう無料のランチはない」である。ここでの「無料のランチ」は、収賄や汚職を指すとしている。
完全なフレーズ "There ain't no such thing as free lunch" ("a free" と "free" の違い) の、現在確認されている最初の出現は、1938年6月27日のエルパソ・ヘラルド・ポストに「8語の経済学」と題した記事に関連した、ジョークのオチとしての表現である。また、スクリップス・ハワード・ニュースペーパーズでもほぼ同時期に使われている。
1945年、コロンビア・ロー・レビューに "There ain't no such thing as a free lunch" が現れた。また、"there is no free lunch" は1942年のエルウィン・デイリー・レジスターに経済学者ハーレー・L・ルッツの発言の引用として出現し、1947年には経済学者メリール・ルーカイザーのコラムで使われた。
1949年、このフレーズは、6月1日発行のサンフランシスコ・ニュースのウォルター・モロウによって書かれた記事に出現した。そして、ピエール・ドス・ウットのモノグラフ "TANSTAAFL: A Plan for a New Economic World Order" (新経済秩序の計画) の中で、"no free lunch" の原理に基づいた理論により、寡頭制の政治制度について述べている。
1938年と1949年には、ドス・ウットの改作したネブカドネザル2世の寓話の中で、経済顧問に助言を求める王に関連付けて使用された。また、古い社説より派生したと主張しているモロウの改作では、エルパソ・ヘラルド・ポストの以前の記事での関連する話と、かなり類似したものとなっている。ドス・ウットの改作との違いは、君主が「あらゆる主要な改善策」に、同意しないという単純な反対を行う、オリジナルの「600ページ87巻」の話に沿って、同意しないだけでなく、もっとシンプルな (短い) 助言を求める点である。最後に生き残った経済学者は "There ain't no such thing as free lunch." と助言している。
1950年、ニューヨーク・タイムズのコラムニストは、このフレーズをクリーブランドトラストカンパニー社の経済学者 (で陸軍大将) のレオナルド・ポーター・エアーズが使ったと語っている。
1946年、それは将軍が亡くなる少し前だったようだ…記者のグループは、彼が長年の経済学の研究により得たいくつかの不変の経済の真理を、その中の1つでも教えてもらえないかと将軍を訪ねた…将軍は「これは不変の経済の真理である」、それに続けて「それは "there is no such thing as a free lunch." だ」と言った。—Fetridge, Robert H、Along the Highways and Byways of Finance、The New York Times (Nov 12, 1950)
1961年9月8日付発行のライフ誌では、4ページに「"TANSTAFL" それが真実」という社説があり、TANSTAAFLのわずかな変化を説明する逸話的な農家の話で締められている。

### 大衆化
1966年には、小説家ハインラインの著書、月は無慈悲な夜の女王の中で、TANSTAAFLは中心的な、リバタリアニズムなテーマであると名前を挙げて説明している。この影響により、TANSTAAFLの使用がメインストリームとなった。
エドウィン・G・ドランは1971年に著書のタイトル『TANSTAAFL (無料のランチなんてない) – リバタリアン視点からの環境政策』で使用した。

### 各分野での使用

#### 科学
科学分野では、TANSTAAFLは宇宙全体が最終的には、閉鎖系であることを意味する。物質、エネルギーや光も他のものから資源を必要としており、枯渇しない源はない。したがって、TANSTAAFLの議論は、閉鎖系 (宇宙全体、もしくは外部からのエネルギーや物質を受け取らないあらゆる体系のいずれか) における自然現象にも適用できる。生物生態学者のバリー・コモナーは、この概念を有名な「生態学の4つの法則」の4つ目の法則に使用した。
アメリカの理論物理学者で宇宙学者のアラン・グースは、宇宙はその膨張の初期段階において、粒子を作成するために利用可能なエネルギーの総量が非常に大きかったことから、「宇宙は究極の無料のランチである」としている。

#### 経済学
経済学では、TANSTAAFLは機会費用の論証となる。グレゴリー・マンキューは、その概念を次のように説明している。「好きなものを手に入れるためには、大抵、他のものを諦めなければならない。決断を下すためには、その目標と、目標に反する何かとの、トレードオフが要求される。」社会的レベルにおける、無料のランチはないという考え方は、すべての資源が、完全かつ適切に使用されているとき、つまり、効率性が主流であるときだけに適用される。効率性が主流でなければ、資源をより効率的に利用することで「無料のランチ」を得ることができる。
また、フレデリック・ブルックスは、「以前に無料でものを手に入れたことがある場合のみ、無料のものは手に入れられる」と述べた。もし、ある個人やグループが無償で何かを得られれば、結局は、他の誰かがそのコストを支払うことになる。個人に対しての直接的なコストが掛かっていないようならば、そこには社会的費用が発生する。同じように、誰かが外部性や公共財から「無償で」利益を得れば、誰かがその利益を生み出すためのコストを支払わなければならない。

#### 統計学
統計学では、この用語は、統計学を学習する際のトレードオフの解説で使われる。例えば、機械学習などで、ノーフリーランチ定理を学ぶ際には避けることはできない。この定理を言い換えれば、データパターンの分析について、優れた柔軟性を謳うモデルでは、通常は追加の仮定を導入するコストを払う、もしくは、重要な状況における一般化可能性の犠牲を要求することを指す。

#### 科学技術
TANSTAAFLは、自由ソフトウェアの特長を説明する際に使われることがある。自由ソフトウェアの支持者は、この"自由"ソフトウェアの文脈で使われる"free"の用語は、本来、コストが掛からないこと (無償) ではなく、制約のないこと (自由) であると反論することが往々にしてある。リチャード・ストールマンは、この説明で "free speach" (言論の自由) の"free"であり、"free beer" (ビール飲み放題) のものではないと述べた。

#### スポーツ
ベースボール・プロスペクタスは、多くの若い投手がメジャーリーグでの活躍前に腕を痛めてしまうことを "There Is No Such Thing As A Pitching Prospect" (有望なピッチャーはいない) と表現し、"TINSTAAPP" という略語を作った。

### ノーフリーランチへの反論
このノーフリーランチの原則からは、「太陽と二酸化炭素が例外となる」といったいくつかの反論がなされた。とりわけ、太陽からもたらされる無料のランチを活用するために代謝は進化を遂げており、それに加えて、植物の重要な酵素生成の誘導も行なわれていると主張された。しかしながら、これは地球が太陽からの「無償の」エネルギーを受け取るオープンシステムであるという視点からの話であり、あまりにも不十分である。太陽・地球システムや太陽系といった、より大きなシステムコンテクストから見た場合、単に等価のエネルギー交換であり、やはり「無料のランチはない」と言える。